# De Vries
De Vries ist ein häufiger niederländischer und ostfriesischer Familienname mit der Bedeutung „Der Friese“, abgeleitet von der alten Schreibweise Vriesland.

## Namensträger

### A
- Abraham de Vries (um 1600–1650 oder 1662), niederländischer Maler
- Adriaen de Vries (1556?–1626), niederländischer Bildhauer
- Adrie de Vries (* 1969), niederländischer Jockey
- Alida de Vries (1914–2007), niederländische Sprinterin
- Anita Valen de Vries (* 1968), norwegische Radrennfahrerin
- Anne de Vries (1904–1964), niederländischer Schriftsteller
- Arend de Vries (* 1954), deutscher Theologe
- Auke de Vries (* 1937), niederländischer Bildhauer und Grafiker
- Axel de Vries (1892–1963), deutscher Politiker (FDP)

### B
- Berend de Vries (1883–1959), ostfriesischer Autor
- Bert de Vries (Politiker, 1938) (Berend de Vries; * 1938), niederländischer Politiker (CDA)
- Bert de Vries (Archäologe) (1939–2021), amerikanischer Archäologe
- Bert de Vries (Ökologe) (Hubertus Johannes Maria de Vries; * 1948), niederländischer Ökologe
- Bert de Vries (Politiker, II), niederländischer Politiker (PvdA)
- Bibi de Vries (* 1963), niederländische Politikerin
- Bob de Vries (* 1984), niederländischer Eisschnellläufer

### C
- Casper de Vries (* 1964), südafrikanischer Komiker und Schauspieler
- Chris de Vries (1939–2017), niederländischer Fußballspieler
- Christoph de Vries (* 1974), deutscher Politiker (CDU)
- Clara de Vries (1915–1942), niederländische Jazztrompeterin

### D
- David de Vries (1593–1655), niederländischer Seefahrer
- Dorien de Vries (* 1965), niederländische Windsurferin
- Dorus de Vries (* 1980), niederländischer Fußballspieler
- Douwe de Vries (* 1982), niederländischer Eisschnellläufer

### E
- Edwin de Vries (* 1950), niederländischer Schauspieler, Drehbuchautor, Regisseur und Filmproduzent
- Ella de Vries (* 1977), belgische Fußballschiedsrichterassistentin
- Elma de Vries (* 1983), niederländische Eisschnellläuferin
- Erna de Vries (1923–2021), deutsche Überlebende und Zeugin des Holocaust

### F
- François De Vries (1913–1972), belgischer Fußballspieler
- Friedo de Vries (* 1964), deutscher Polizeibeamter

### G
- Georg de Vries (1898–1960), deutscher Politiker (SPD)
- Gerard de Vries (Fußballspieler) (* 1969), niederländischer Fußballspieler
- Gerard de Vries (Sänger) (1933–2015), niederländischer Sänger
- Gerardus de Vries (auch Gerhard von Vries, Gerard de Vries; 1648–1705), niederländischer Philosoph und Theologe
- Gerardus Albertus de Vries (1919–2005), niederländischer Pilzkundler
- Gernot de Vries (1925–2012), deutscher Pastor und Autor
- Gerrit de Vries (Politiker) (1818–1900), niederländischer Politiker
- Gerrit de Vries (Radsportler) (* 1967), niederländischer Radrennfahrer
- Gerrit Jacob de Vries (1905–1990), niederländischer Altphilologe und Philosophiehistoriker
- Gijs de Vries (* 1956), niederländischer Politiker
- Glen de Vries (1972–2021), US-amerikanischer Unternehmer und Weltraumtourist
- Greetje de Vries (Bildhauerin) (* 1950), niederländische Bildhauerin
- Greetje de Vries-Leggedoor (* 1955), niederländische Politikerin
- Greg de Vries (* 1973), kanadischer Eishockeyspieler
- Gustav de Vries (1866–1934), niederländischer Mathematiker

### H
- Hans Vredeman de Vries (1527–1609), niederländischer Maler und Architekt
- Hans-Ludwig De Vries (1928–2017), deutscher Mathematiker
- Hendrik de Vries (Mathematiker) (1867–1954), niederländischer Mathematiker
- Hendrik de Vries (1896–1989), niederländischer Dichter und Grafiker
- Henk de Vries (* 1955), niederländischer Motorradrennfahrer
- Henri de Vries (1864–1949), niederländischer Schauspieler
- Herman de Vries (* 1931), niederländischer Künstler
- Herman de Vries de Heekelingen (1880–1942), niederländisch-schweizerischer  Publizist
- Hessel de Vries (1916–1959), niederländischer Physiker
- Hugo de Vries (1848–1935), niederländischer Biologe

### J
- Jaap de Vries († 2014), niederländischer Maler
- Jack de Vries (Musiker) (1906–1976), niederländischer Jazz-Posaunist
- Jack de Vries (Politiker) Jacob Gabe „Jack“ de Vries (* 1968), niederländischer Politiker der CDA
- Jack de Vries (Fußballspieler) (* 2002), US-amerikanischer Fußballspieler
- Jan de Vries (Mathematiker) (1858–1940), niederländischer Mathematiker
- Jan de Vries (Philologe) (1890–1964), niederländischer Mediävist und Religionswissenschaftler
- Jan de Vries (Leichtathlet) (1896–1939), niederländischer Leichtathlet und Fußballspieler
- Jan De Vries (Historiker) (* 1943), US-amerikanischer Historiker
- Jan de Vries (Rennfahrer) (1944–2021), niederländischer Motorradrennfahrer
- Jan de Vries (Schiedsrichter) (* 1982), niederländischer Fußballschiedsrichter
- Jan Egbert de Vries (* 1944), niederländischer Mediziner und Immunologe
- Janneke de Vries (* 1968), deutsche Kunsthistorikerin und Kuratorin
- Johannes de Vries (1937–2007), niederländischer Radrennfahrer
- Johannes Lukas de Vries (1939–2001), südwestafrikanischer Geistlicher
- Jon de Vries, Schreibweise des US-amerikanischen Schauspielers Jon DeVries
- Jörn de Vries, Pseudonym von Hans Joachim Alpers (1943–2011), deutscher Verleger und Schriftsteller
- Josef de Vries (1898–1989), deutscher Jesuit und Philosoph
- Jouke de Vries (* 1960), niederländischer Politiker (PvdA)

### K
- Katrin de Vries (* 1959), deutsche Schriftstellerin
- Kees de Vries (* 1955), niederländisch-deutscher Politiker (CDU)
- Kelly DeVries (* 1956), US-amerikanischer Historiker
- Klaas de Vries (Politiker, 1917) (1917–1999), niederländischer Politiker
- Klaas de Vries (Politiker, 1943) (* 1943), niederländischer Politiker
- Klaas de Vries (Komponist) (* 1944), niederländischer Komponist

### L
- Leo de Vries (1932–1994), niederländischer Bildhauer
- Louis de Vries (1905–1935), niederländischer Jazzmusiker
- Lianne de Vries (* 1990), niederländische Fußballspielerin
- Linda de Vries (* 1988), niederländische Eisschnellläuferin

### M
- Maarten Gerritszoon de Vries (1589–1647), niederländischer Entdecker
- Marion De Vries (1865–1939), US-amerikanischer Politiker
- Marius de Vries (1961), britischer Musiker und Komponist
- Mark de Vries (* 1975), niederländisch-surinamischer Fußballspieler
- Martin de Vries (* 1968), deutscher Komponist und Produzent
- Matthias de Vries (1820–1892), niederländischer Historiker und Literaturwissenschaftler
- Meta de Vries (1941–2011), niederländische Hörfunkmoderatorin und Sängerin
- Mike de Vries (* 1958), deutscher Manager

### N
- Nathalie de Vries (* 1965), niederländische Architektin
- Nina de Vries (* 1961), niederländische Sexualassistentin
- Nyck de Vries (* 1995), niederländischer Automobilrennfahrer
- Nico de Vries (* 1961), niederländischer Schauspieler

### P
- Peter de Vries, niederländischer Schlagersänger, siehe Goldy und Peter de Vries
- Peter de Vries (Schriftsteller) (1910–1993), US-amerikanischer Schriftsteller
- Peter R. de Vries (1956–2021), niederländischer Journalist und Kriminalreporter
- Piet de Vries (* 1939), niederländischer Fußballspieler

### R
- Rianne de Vries (* 1990), niederländische Shorttrackerin
- Ruan de Vries (* 1986), südafrikanischer Hürdenläufer
- Ryan De Vries (* 1991), neuseeländischer Fußballspieler

### S
- Sarissa De Vries (* 1989), niederländische Triathletin
- Sherwin Vries (* 1980), namibisch-südafrikanischer Leichtathlet
- Sietze de Vries (* 1973), niederländischer Organist, Kirchenmusiker und Hochschullehrer
- Simon de Vries (1870–1944), niederländischer Rabbiner und Hebraist
- Sjoerd de Vries (* 1971), Tennisspieler aus Aruba
- Sophie de Vries-de Boer (1882–1944), niederländische Schauspielerin

### T
- Theun de Vries (1907–2005), niederländischer Schriftsteller, Dichter und Politiker
- Tineke Bartels-de Vries (Martina Maria Anna Antonia Bartels-de Vries; * 1951), niederländische Dressurreiterin, siehe Tineke Bartels

### V
- Virgil Vries (* 1991), namibischer Fußballspieler

### W
- Walter de Vries (* 1965), niederländischer Geodät
- Wilhelm de Vries (1904–1997), deutscher Theologe
- Wim de Vries (* 1970), niederländischer Jazzschlagzeuger